# I Sometimes Wish I Was Famous
I Sometimes Wish I Was Famous: A Swedish Tribute to Depeche Mode – album tribute wydany przez szwedzką wytwórnię Energy Rekords. Płytę wydano z okazji 10-lecia istnienia "Depeche Mode". Tytuł odnosi się do piosenki grupy z albumu "Speak & Spell" "I Sometimes Wish I Was Dead".

## Lista utworów
1. Page – "Dreaming of Me"
2. Cat Rapes Dog – "Something to Do"
3. Elegant Machinery – "My Secret Garden"
4. Pouppée Fabrikk – "Photographic"
5. Signal – "Puppets"
6. Dead Eyes Open – "Fly on the Windscreen"
7. Inside Treatment – "Blasphemous Rumors"
8. Cultivated Bimbo – "New Life"
9. Scene of Ritual – "Stripped"
10. S.P.O.C.K. – "Ice Machine"
11. Sol Niger – "New Dress"
12. One Hit Wonder – "The Things You Said"
13. After Koma – "The Sun and the Rainfall"
14. No Hotel – "To Have and to Hold"
15. Big Fish – "Never Let Me Down Again"
16. Systema the Affliction – "Shouldn't Have Done That"